# کیش‌سیدانی
کیش‌سیدانی (به مجاری:  Kiszsidány) یک شهرداری در مجارستان است که در ناحیه کوسگ واقع شده‌است. کیش‌سیدانی ۴٫۹۳ کیلومتر مربع مساحت و ۹۶ نفر جمعیت دارد.